# Émilie Raffoul-Rouleau
Pour les articles homonymes, voir Rouleau.
Émilie Raffoul est journaliste et productrice de télévision. Depuis 1981, elle a successivement travaillé pour Europe 1, Libération, Antenne 2, FR3, TF1, France 2, Canal+ en tant que grand reporter, présentatrice, rédactrice en chef puis directrice.  
Elle est la fondatrice de #5BisProductions, société de production audiovisuelle. 
Elle intervient également en conseil médias auprès de la RTBF, du CFJ et autres partenaires.
Elle est la sœur du philosophe François Raffoul (en).  

## Biographie
Après une année passée à la radio des Nations unies à New-York, elle sort diplômée de traduction politique avant d'entamer sa carrière à Europe 1 en 1979 comme rédactrice de Histoire d'un jour, émission quotidienne de Philippe Alfonsi.
En 1981, elle intègre l'équipe des Gens d'ici, émission quotidienne diffusée à 19h45 sur Antenne 2 dirigée alors par Pierre Desgraupes.
En 1982, Émilie Raffoul rejoint le Service politique de Libération. Et retrouve quelques mois plus tard l'équipe de Philippe Alfonsi comme enquêtrice pour La Vie en face, une série de 10x52 minutes diffusés sur FR3.
En 1983, elle passe six mois au Liban pour la réalisation de deux 52 minutes au cœur de la guerre.
En 1984, elle intègre la rédaction de FR3 comme grand reporter.
En 1991, Émilie Raffoul coréalise deux documentaires d'investigation sur les dysfonctionnements de la recherche scientifique en France et aux États-Unis.
De septembre 1992 à juin 1993, elle présente le journal de FR3 Île-de-France.
À l'automne 1993, elle devient rédactrice en chef à l'agence Point du jour.
En 1995, elle retrouve la télévision comme rédactrice en chef adjointe de l'émission hebdomadaire Le Monde de Léa sur TF1. Puis, avec Paul Amar, elle crée sur France 2, D'un monde à l'autre et Dimanche Midi Amar, magazines d'information hebdomadaires.
En 2001, Émilie Raffoul rejoint Canal+, pour créer, aux côtés de Paul Moreira, Lundi Investigation, qu'elle dirige et présente jusqu'à son départ en 2008. En parallèle, elle collabore régulièrement à la quotidienne Nous ne sommes pas des anges présentée par Maïtena Biraben. La même année, elle coréalise Curiel, un crime d'État ?,,,.

## Filmographie

### Productrice
- 2013
  - TF1 Reportages On m'a volé mon nom (30')
  - TF1 Reportages Camelots, rois du marché (30')

- 2014
  - France 5, collection « Duels », Helena Rubinstein - Elizabeth Arden (52')
  - TF1 Reportages (4) :
  - Quatre saisons dans un Palace (60')
  - Des ronds-points et des œuvres (30')
  - 7 jours 7 nuits à Lille (60')
  - Un samedi soir pas comme les autres (60')

- 2015
  - Planète+ Thalassa Dans les creux de la mer (52')
  - TF1 Grands Reportages Quatre saisons au port de Marseille (60')

- 2016
  - TF1 Grands Reportages Je construis ma maison tout seul (60')
  - TF1 Grands Reportages Notre Dame de Paris (60')
- 2017
  - TF1 Grands Reportages Cinémas en campagne (60')
  - ARTE Documentaire Tunisie, les voix de la révolution (52')

- 2015
  - Création de ViveLaPolitique! (VLP!) Série documentaire en cinéma du réel, diffusée sur (France 3)
    - France 3
    - De 2016 à 2019, diffusion des saisons 1, 2, et 3 (VLP!)

- 2019
  - TF1 Grands Reportages Les invisibles du Palais (60')

### Livres
- 1981 : Cent contes familiers des bons dimanches, Ed. Deux Coqs d'Or
- 1981 : Noël est arrivé, Ed. Deux Coqs d'Or
- 1981 : Popeye, le livre du film, Ed. Deux Coqs d'Or

### Actrice
- 2005 : Le Couperet réalisé par Costa-Gavras
- 2008 : Eden à l'ouest réalisé par Costa-Gavras
- 2012 : Le Capital réalisé par Costa-Gavras
- 2019 : Adults in the Room réalisé par Costa-Gavras
- 2024 : Le Dernier Souffle réalisé par Costa-Gavras